# Verwachting (wiskunde)
In de kansrekening is de verwachting of verwachtingswaarde van een stochastische variabele de waarde die deze stochastische variabele 'gemiddeld genomen' zal aannemen. Dit gemiddelde is het gewogen gemiddelde van alle mogelijke uitkomsten met als gewichtsfactor de kans dat een bepaalde waarde zich voordoet. Pascal en Fermat kwamen in 1654 tot dit begrip bij hun oplossing van het puntenprobleem.
De verwachting kan worden berekend door de som of integraal te nemen van alle mogelijke uitkomsten van de stochastische variabele vermenigvuldigd met de kans op deze uitkomst. De verwachting van de stochastische variabele {\displaystyle X} wordt genoteerd als {\displaystyle \mathrm {E} X} of {\displaystyle \mathrm {E} (X)}, of met rechte haken als  {\displaystyle \mathrm {E} [X]}. De letter {\displaystyle \mathrm {E} } komt van expectation, het Engelse woord voor verwachting.
De stochastische variabele hoeft niet noodzakelijkerwijs de verwachte waarde zelf te kunnen aannemen. Stel bijvoorbeeld dat men een worp doet met een dobbelsteen. Er zijn zes mogelijke uitkomsten, die alle met kans 1/6 optreden. De verwachting van de uitkomst van de worp is dus 1/6 + 2/6 + ... + 6/6 = 7/2, ook al kan de uitkomst van een individuele worp nooit 3 1/2 zijn.

## Geschiedenis
Het idee van verwachtingswaarde is ontstaan in het midden van de 17e eeuw uit de studie van het puntenprobleem, die tot doel heeft de inzet op een eerlijke manier te verdelen tussen twee spelers die hun spel vroegtijdig moeten beëindigen. Over dit probleem werd eeuwen gedebatteerd en door de jaren heen werden veel tegenstrijdige voorstellen en oplossingen voorgesteld, nadat het in 1654 door de Franse schrijver en amateur wiskundige Chevalier de Méré aan Blaise Pascal was voorgelegd. De Méré beweerde dat dit probleem niet kan worden opgelost en dat het liet zien hoe gebrekkig wiskunde was als het ging om de toepassing ervan op de echte wereld. Pascal, als wiskundige, voelde zich uitgedaagd en was vastbesloten het probleem eens en voor altijd op te lossen. Hij besprak het probleem in een inmiddels beroemde reeks brieven aan Pierre de Fermat. Al gauw kwamen beiden zelfstandig met een oplossing. Zij losten het probleem op een verschillende manier op, maar hun resultaten waren identiek omdat hun berekeningen op hetzelfde basisprincipe waren gebaseerd. Het principe is dat de waarde van de toekomstige winst recht evenredig moet zijn met de kans erop. Beiden lijken op natuurlijke wijze op dit principe te zijn gekomen. Zij waren blij met het feit dat ze in wezen dezelfde oplossing hadden gevonden en het maakte er hen van overtuigd dat ze het probleem definitief hadden opgelost. Ze hebben hun bevindingen niet gepubliceerd, maar een kleine kring van wetenschappelijke vrienden in Parijs brachten ze ervan op de hoogte.
Drie jaar later, in 1657, publiceerde de Nederlandse wiskundige Christiaan Huygens, die net Parijs had bezocht, een verhandeling over kansrekening De ratiociniis in Ludo aleae. Hij beschouwde in dit boek het puntenprobleem en presenteerde een oplossing gebaseerd op hetzelfde principe als de oplossingen van Pascal en Fermat. Huygens had het concept van verwachting ook uitgebreid door de toevoeging van regels voor de verwachtingen in meer ingewikkelde situaties dan de berekening in het oorspronkelijke probleem, bijvoorbeeld voor drie of meer spelers. In die zin kan dit boek worden gezien als de eerste succesvolle poging de fundamenten van de kansrekening vast te leggen.
Huygens schreef in het voorwoord van zijn boek:
 Het moet ook gezegd worden, dat al enige tijd een aantal van de beste wiskundigen van Frankrijk zich hebben beziggehouden met dit soort berekeningen, zodat niemand mij de eer van de eerste uitvinding moet toeschrijven. Dat komt mij niet toe. Maar deze geleerden, hoewel ze elkaar op de proef gesteld hebben door elkaar veel moeilijk op te lossen vragen te stellen, hebben hun methodes verborgen. Ik heb daarom zelf deze materie moeten onderzoeken en er diep in moeten duiken door te beginnen met elementaire zaken, en ik kan om deze reden onmogelijk bevestigen dat ik vanuit hetzelfde principe ben begonnen. Maar uiteindelijk heb ik ontdekt dat mijn antwoorden in veel gevallen niet verschillen van die van hen.
Huygens had dus in 1655 van de Mérés probleem gehoord tijdens zijn bezoek aan Frankrijk. Later in 1656 uit zijn correspondentie met Carcavi leerde hij dat zijn methode in wezen hetzelfde was als die van Pascal, zodat hij voor zijn boek in 1657 ter perse ging wist dat Pascal hem was voorgegaan.
Pascal noch Huygens spraken over verwachting in de moderne betekenis. In het bijzonder schrijft Huygens:
 Mijn kans, of verwachting, om iets te winnen is juist zo'n bedrag waard, als de kans of verwachting die het me zou opleveren in een eerlijke situarie ... Als ik a of b verwacht, en ik heb een gelijke kans om elk te krijgen, dan is mijn verwachting (a + b)/2 waard.
Meer dan honderd jaar later, in 1814, publiceerde Pierre-Simon Laplace zijn verhandeling Théorie analytique des Probabilité, waarin het begrip verwachtingswaarde expliciet werd gedefinieerd:
 ... in de kansrekening is dit voordeel het product van het bedrag waarop gehoopt is met de kans op het verkrijgen ervan, het is het gedeeltelijke bedrag dat zou moeten resulteren als we niet het risico willen lopen van de veronderstelling dat de verdeling evenredig is aan de kansen. Deze verdeling is de enige rechtvaardige als alle vreemde omstandigheden worden geëlimineerd; want een gelijke mate van waarschijnlijkheid geeft een gelijk recht op het bedrag waarop we hadden gehoopt. We zullen dit voordeel wiskundige hoop noemen.
Het gebruik van de letter 'E' om verwachtingswaarde aan te duiden gaat terug naar WA Whitworth in 1901, die een script E gebruikte. Het symbool is populair geworden omdat het voor Engelse auteurs expectation betekende, voor Duitse Erwartungswert en voor de Franse Espérance mathématique.

## Verwachting van een continue stochastische variabele
Een continue stochastische variabele {\displaystyle X} met kansdichtheid {\displaystyle f_{X}(x)} heeft als verwachting:
{\displaystyle {\rm {E}}(X)=\int _{-\infty }^{+\infty }xf_{X}(x){\rm {d}}x},
mits de integraal absoluut convergeert.
Als de integraal divergeert naar {\displaystyle \pm \infty } zegt men wel dat de verwachtingswaarde gelijk is aan deze waarde.

### Voorbeeld
Beschouw de continue stochastische variabele {\displaystyle X} met waardenbereik {\displaystyle [0,2]} en kansdichtheid {\displaystyle f_{X}(x)={\tfrac {3}{8}}x^{2}} voor {\displaystyle x\in [0,2]}, en {\displaystyle f_{X}(x)=0} voor {\displaystyle x\notin [0,2]}.
De verwachting van deze stochastische variabele is:
{\displaystyle {\rm {E}}(X)=\int _{0}^{2}x{\tfrac {3}{8}}x^{2}{\rm {d}}x=1{,}5}.

## Verwachting van een discrete stochastische variabele
Een discrete stochastische variabele {\displaystyle X} met kansfunctie {\displaystyle p_{X}(x)} heeft de volgende verwachting:
{\displaystyle {\rm {E}}(X)=\sum _{x}xp_{X}(x)},
mits de som absoluut convergeert.
Als de som divergeert naar {\displaystyle \pm \infty } zegt men wel dat de verwachtingswaarde gelijk is aan deze waarde.

### Voorbeeld
Beschouw de discrete stochastische variabele {\displaystyle X} met waardenbereik {\displaystyle \{1,2,3,4,5,6\}} en kansfunctie {\displaystyle p_{X}}, gegeven door:
{\displaystyle p_{X}(1)=P(X=1)=0{,}25,}
{\displaystyle p_{X}(2)=P(X=2)=0{,}25,}
{\displaystyle p_{X}(3)=0{,}3,}
{\displaystyle p_{X}(4)=0{,}08,}
{\displaystyle p_{X}(5)=0{,}08,}
{\displaystyle p_{X}(6)=0{,}04}.
De verwachting van {\displaystyle X} is:
{\displaystyle {\rm {E}}(X)=\sum _{x=1}^{6}xp_{X}(x)=1\times 0{,}25+2\times 0{,}25+3\times 0{,}3+4\times 0{,}08+5\times 0{,}08+6\times 0{,}04=2{,}61}

## Abstracte definitie
Als {\displaystyle X} een stochastische variabele is op de kansruimte {\displaystyle (\Omega ,\Sigma ,P)}, is de verwachting van {\displaystyle X}, gedefinieerd met behulp van de volgende lebesgue-integraal:
{\displaystyle {\rm {E}}(X)=\int _{\Omega }X{\rm {d}}P=\int _{\Omega }X(\omega )P({\rm {d}}\omega )}

## Rekenregels
{\displaystyle {\rm {E}}(X+Y)={\rm {E}}(X)+{\rm {E}}(Y)}
{\displaystyle {\rm {E}}(cX)=c\ {\rm {E}}(X)}
{\displaystyle {\rm {E}}(c)=c}
{\displaystyle {\rm {E}}(XY)={\rm {E}}(X){\rm {E}}(Y)}, als {\displaystyle X} en {\displaystyle Y} onderling onafhankelijk zijn.

## Verwachtenutshypothese
Nadat het begrip verwachting in de zeventiende eeuw geïntroduceerd was, vond het toepassing in risico-neutraliteit bij kansspelen. Kansspelen waren een populair onderwerp in de vroege kansrekening. Risico-neutraliteit houdt in dat twee opties als gelijkwaardig worden beschouwd, als de verwachting bij beide gelijk is. Dat heeft tot gevolg dat als de verwachte winst van een kansspel oneindig groot is, elke mogelijke eindige inzet te verdedigen is. Dit is het geval bij de Sint-Petersburgparadox, waar voor de speler op basis van risico-neutraliteit elke inzet acceptabel is, maar waar vrijwel iedereen slechts bereid is tot een beperkte inzet. Bernoulli loste de paradox in 1738 op door te stellen dat kansen verschillend worden beoordeeld op basis van het nut of de morele verwachting. De meeste mensen zijn afkerig van risico, de kans om oneindig veel te winnen weegt niet op tegen de kans het hele vermogen te verliezen. Bernoulli kwam zo tot een vroege versie van de verwachtenutshypothese, waarin de omstandigheden waarin iemand zich bevindt, van invloed zijn op de inzet van de speler.
kansrekening · statistiek · toeval · uitkomstenruimte · stochastische variabele · kansverdeling · verwachtingswaarde · kansfunctie · kansdichtheid · voorwaardelijke kans